# International Board on Books for Young People
De International Board on Books for Young People (IBBY) is een niet-gouvernementele organisatie met zetel in Bazel. Het dient als internationaal netwerk voor iedereen die in verband staat met jeugdliteratuur, waaronder literatuurwetenschappers, leesbevorderaars, auteurs, illustrators, uitgevers, bibliothecarissen en leraren. De organisatie was in 2013 actief in 77 landen.

## Doelstellingen
- Internationale verstandhouding onder de volkeren bevorderen via kwaliteitsvolle kinder- en jeugdliteratuur.
- Waken over de verklaring van de Rechten van het Kind meer bepaald over de artikels die rechtstreeks in verband staan met lezen en geletterdheid.

## Activiteiten

### Hans Christian Andersen Prijs
IBBY beheert de Hans Christian Andersen Prijs, een internationale oeuvreprijs. Het bestuur kiest tweejaarlijks tien juryleden uit een lijst van voorgedragen kandidaten. De president van de jury wordt verkozen door de Algemene Vergadering van IBBY. Alle secties nomineren een kandidaat-schrijver en een kandidaat-illustrator en dienen een nominatiedossier in. De prijs wordt sinds 2009 gesponsord door het Zuid-Koreaanse Nasmi-Island.
In 1988 won Annie M.G. Schmidt de prijs, in 2004 schrijver-tekenaar Max Velthuijs.

### Wereldkinderboekendag
Wereldkinderboekendag wordt elk jaar door een andere nationale afdeling van IBBY gesponsord. Op de geboortedag van Hans Christian Andersen (2 april) verspreidt de betreffende IBBY-sectie een poster met een gedicht en een illustratie van het land over de hele wereld. De voorgedragen kandidaten worden gekozen door het bestuur. In 2012: Mexico; in 2013: de Verenigde Staten; in 2014: Ierland; in 2015: de Verenigde Arabische Emiraten; in 2016: Brazilië; in 2017 Rusland; in 2018 Letland; in 2019 Litouwen; in 2020 Slovenië; in 2021 Verenigde Staten; in 2022 Canada; in 2023 Griekenland; in 2024 Japan; in 2025 Nederland.

### IBBY-Honour list
De IBBY-secties nomineren tweejaarlijks een werk van een schrijver, een illustrator en een vertaler voor de IBBY Honour List. Deze boeken worden besproken in een speciale uitgave. De IBBY Honour List reist als tentoonstelling over de wereld.

### Wereldcongressen
De plaats waar het vierdaagse wereldcongres plaatsvindt wordt door het wereldbestuur gekozen uit een lijst van verschillende kandidaat-landen (steden): 2012: Londen, 2014: Mexico-Stad, 2016: Auckland (Nieuw-Zeeland), 2018: Athene, 2020: Moskou, 2022 Putrajaya
Naast lezingen, workshops en tentoonstellingen worden er tijdens het congres elke avond prijzen uitgereikt.

### IBBY-ASAHI-Award
Deze tweejaarlijkse Internationale Prijs voor Leesbevordering wordt door een jury uit een lijst van ongeveer twintig kandidaten gekozen. De voordracht gebeurt met een nominatiedossier van de IBBY-secties zelf. Deze prijs wordt gesponsord door de Japanse krantengroep ASAHI.
Enkele winnaars:
- 2016 - Read with me (Iran)
- 2016 - Big Brother Mouse (Laos)
- 2014 - The Children's Book Bank (Canada)
- 2014 - PRAESA (Zuid-Afrika)
- 2012 - SIPAR (Cambodja)
- 2012 - Grootmoeders lezen voor (Argentinië)
- 2010 - Taller de las Letras Jordi Sierra i Fabra Foundation (Colombië)
- 2010 - Osu Children's Library Fund (Ghana)
- 2008 - Editions Bakame (Rwanda)
- 2008 - Action with Lao Children (Laos)
- 2010 Osu Children's Library Fund (Canada/ Ghana)
- 2010 Taller de las Letras Jordi Sierra i Fabra Foundation (Colombië)
- 2012 SIPAR (Cambodja)
- 2012 Abuelas Cuentacuentos (Argentinië)
- 2014 PRAESA (Zuid-Afrika)
- 2014 The Children's Book Bank (Canada)
- 2016 Big Brother Mouse (Laos)
- 2016 Read with me (Iran)
- 2018 Les Doigts qui Rêvent (Frankrijk)
- 2020 Casa Cuna Cuenteros (Argentinië)
- 2022 Ilitaqsinniq- Pinnguaqta (Canada)
- 2024 ATD Fourth World Street Libraries (Frankrijk)

### IBBY-iRead Award
Met ingang van 2020 is er een nieuwe prijs met de Shenzhen iRead Foundation ingesteld die leesbevordering beloont. 
In Nederland is voor de IBBY-iRead Outstanding Reading Promotor Award genomineerd Marit Törnqvist.

### IBBY-YAMADA-workshops
Elk jaar kiest een aangesteld IBBY-comité tien projecten uit de hele wereld die mensen opleiden om kwaliteitsvolle literatuur in hun landen te brengen. Soms zijn dat workshops voor auteurs, illustrators, uitgevers, leesbevorderaars, bibliothecarissen. Deze workshops worden gesponsord door de groep YAMADA, een Japanse bijenkwekerij.

### Children in crisis-projecten
De Children in crisis- projecten bieden op basis van de basisbeginsels van Jella Lepman en het "recht van ieder kind om een lezer te worden" bibliotherapie aan: via boeken en verhalen trauma’s leren verwerken en overleven.

### Bookbird
Internationaal tijdschrift dat zich focust op kwaliteitsvolle kinderliteratuur (verschijnt in het Engels en Japans).

### IBBY-Documentatiecentrum van boeken voor mindervalide kinderen
Het centrum werd in 1985 in Oslo (Noorwegen) opgericht. Tweejaarlijks worden er door IBBY-Internationaal veertig bijzondere boeken voor mindervalide kinderen geselecteerd. Zij worden opgenomen in een catalogus. Deze selectie reist als tentoonstelling over de wereld. Het centrum verhuisde in 2014 naar Toronto.

### Silent Books
Internationale IBBY-collectie van prentenboeken zonder woorden die voorgelezen worden aan kinderen van bootvluchtelingen. De collectie bevindt zich in de pas opgerichte IBBY-bibliotheek (2013) van Lampedusa.

## Geschiedenis
IBBY werd in 1953 opgericht door de Duitse journaliste Jella Lepman met de steun van Eleanor Roosevelt en schrijvers zoals Astrid Lindgren, Erich Kästner en Liza Tetzner.
Lepman richtte al in 1906 een eerste internationale leesbibliotheek op. Haar geestdrift voor internationale samenwerking was al gauw in tegenspraak met Hitlers ideeën. In 1936 vluchtte ze naar Londen. Na de Tweede Wereldoorlog werd ze door het Amerikaanse leger als specialiste in kinderzaken naar Duitsland teruggestuurd voor de heropvoeding van de Duitse jeugd. Alle school- en kinderboeken waren in 1945 besmet door de nazi-ideologie. Een internationale kinderboekententoonstelling in München was haar eerste initiatief. België weigerde als enige land om kinderboeken in te sturen met de reden dat het land al twee keer bezet was door Duitsland. Jella Lepman wist de Belgische overheid alsnog te overtuigen.

## Bestuur
De voorzitter en de tien leden van het bestuur worden voorgedragen door de verschillende IBBY-landen en daarna verkozen door de kiesgerechtigden van alle IBBY-secties op de Algemene Vergadering die tweejaarlijks plaatsvindt tijdens het wereldcongres. Het dagelijks bestuur wordt verzorgd door het IBBY-secretariaat in Zwitserland.

## IBBY-België
De Belgische IBBY-sectie werd in 1992 opgericht en bestaat uit twee afdelingen: IBBY- Vlaanderen (secretariaat wordt verzorgd door Iedereen Leest) en IBBY Francophone de Belgique. 
Schrijver Wally De Doncker werd voorgedragen door de beide secties van IBBY-België. Hij werd verkozen in Mexico-Stad. Van 2014 tot 2018 was hij internationaal IBBY-president. 

## IBBY-Nederland
De Nederlandse IBBY-sectie werd in 1953 opgericht. IBBY-Nederland hielp onder meer IBBY-Letland met de oprichting van het Nationaal Centrum voor Kinderliteratuur in Riga. In eigen land werkt IBBY samen met de stichting It Fryske Berneboek. Voorzitter van de sectie is Martine Letterie.
De Jenny Smelik IBBY-prijs wordt tweejaarlijks uitgereikt. Doel van de prijs is het aanmoedigen van kinder- en jeugdboekenauteurs en -illustratoren die zich richten op, of een beeld geven van kinderen van etnische minderheden in Nederland.
'Literatuur zonder leeftijd' is een publicatiereeks van IBBY-Nederland.

## IBBY-Estland
De Estische IBBY-sectie reikt jaarlijks het Tower of Babel Honour Diploma uit een buitenlands kinderboek door een nog levende kinderboekenauteur, dat in het Estisch is vertaald en in Estland wordt uitgegeven. Tot de prijswinnaars behoren Toon Tellegen (2019) en Edward van de Vendel (2018).